# Victor Villiger

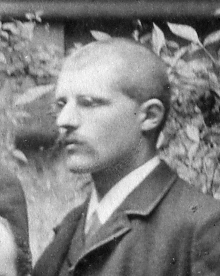

Victor Villiger (* 1. September 1868 in Cham, Schweiz; † 10. Juni 1934 in Ludwigshafen am Rhein, Deutschland) war ein Schweizer Chemiker.
Victor Villiger studierte an der Universität Genf bei Carl Graebe und wechselte nach seinem Diplom und Wehrdienst in den Arbeitskreis von Adolf von Baeyer an die Universität München, mit dem er elf Jahre zusammenarbeitete. In den Jahren 1899 und 1900 entwickelte er zusammen mit Baeyer die Baeyer-Villiger-Oxidation. Ab 1905, nach der Verleihung des Doktorgrades, arbeitete er bei der BASF, zunächst mit August Bernthsen an Thiazin- und Oxazin-Farbstoffen und später am Zentrallabor.